# Muezzin

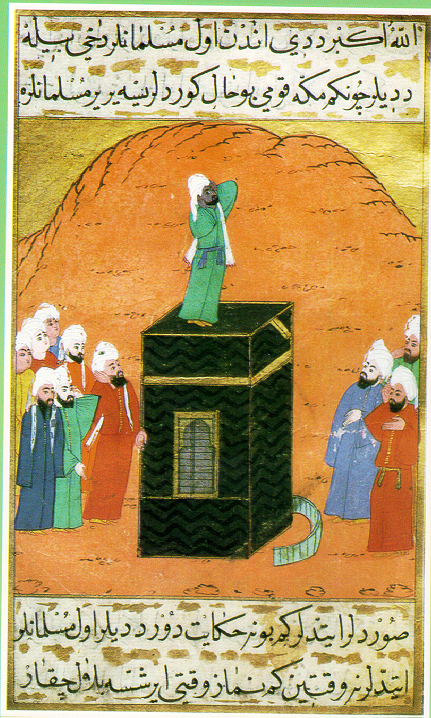
Ottomaanse miniatuur die Bilaal Ibn Rabaah' afbeeldt in zijn rol als moeazzin

De muezzin of moeazzin (Arabisch: مؤذن, muadhdhin) is binnen de islam diegene die door middel van de azan en de iqama oproept tot het rituele gebed. De muezzin vervult in de islam dezelfde functie als (vanouds) de kerkklokken in het christendom.
De muezzin roept op tot het gebed (azan) vanuit de minaret van een moskee of van wat voor een hoogte dan ook. Bij moskeeën zonder minaretten wordt de oproep in de hal van de moskee gedaan. De oproep tot het gebed, de azan, vindt vijfmaal per dag plaats, waaronder op vrijdag voor de vrijdagse gang naar de moskee. De moeazzin speelt daarmee een belangrijke rol in het verzorgen van accurate gebedstijden voor de islamitische gemeenschap. 
Het is wenselijk dat de muezzin een helder klinkende stem heeft, dat hij eerlijk en onderlegd in de gebedstijden is. Wanneer hij zegt: Haast u naar het gebed, haast u naar het welslagen dan draait hij naar rechts en links. Hij behoort geen beloning te krijgen voor het doen van de gebedsoproep, behalve van de staat of uit een vroom legaat (waqf).
De oproep tot gebed is uitsluitend afhankelijk van de muezzin. Breekt het tijdstip aan voor het gebed, dan wacht hij niet noch ontvangt hij van iemand een opdracht.
In de praktijk komt de oproep van de muezzin haast altijd van luidsprekers uit de minaret en meestal wordt er ook een geluidsopname bij gebruikt.

## Ontstaan
Muezzins gaan terug op de tijd van de profeet Mohammed. De eerste moeazzin was de vrijgekochte slaaf Bilaal Ibn Rabaah', een van de meest vertrouwde metgezellen van de profeet (sahaba).